# Metensmograf
El Metensmograf, també anomenat Cinematógrafo Farrusini, es trobava a l'avinguda del Paral·lel, núm. 80 de Barcelona. Fou inaugurat el 5 de novembre de 1989. Sorgí de la iniciativa de l'empresari Enric Farrús, qui a les acaballes del segle xix ja havia incorporat espectacles innovadors per atraure el públic barceloní, entre els quals mags i pallassos.
Estava instal·lat en una barraca rudimentària, si bé havia estat ornamentada amb lletres daurades per cridar l'atenció del públic. Igualment, a l'entrada de la barraca hi havia un orgue que li donava visibilitat el qual complementava l'acció de les venedores d'entrades, que provaven de fer front a la competència del Cinematògraf Lumière, al tombar de la cantonada. Posteriorment, el local es va anar millorant i ampliant, fins que va arribar a acollir fins a 200 localitats. El projector que feien servir era un Lumière, alimentat per una dinamo.